# Carles Aleñá
Carles Aleñá Castillo (Mataró, 5 januari 1998) is een Spaans voetballer die doorgaans speelt als middenvelder bij Getafe CF.

## Clubcarrière

### FC Barcelona
In Aleñá zijn jongere jaren speelde hij bij Maristes de Mataró. Aleñá kwam op achtjarige leeftijd in de jeugdopleiding van FC Barcelona. In het seizoen 2015/2016 speelde hij voor het hoogste jeugdelftal, de Juvenil A, en de middenvelder werd die jaargang topscorer van het team in de UEFA Youth League. Op 29 augustus 2015 maakte Aleñá zijn debuut voor FC Barcelona B in de Segunda División B. Hij viel tegen Pobla de Mafumet CF in voor David Babunski. In februari 2016 behoorde Aleñá tot de selectie van het eerste elftal voor de bekerwedstrijd tegen Valencia CF, maar speelde niet. Op 25 oktober 2016 maakte Aleñá uiteindelijk zijn debuut in het eerste elftal. In de wedstrijd om de Supercopa de Catalunya tegen RCD Espanyol startte hij in de basis. Op 30 november 2016 debuteerde Aleñá tegen Hércules CF (1-1) in de Copa del Rey. Hij was basisspeler en scoorde het enige doelpunt van Barça. Op 2 december 2018 viel Aleñá in voor Arturo Vidal tegen Villarreal. Hij scoorde hier zijn eerste officiële doelpunt voor FC Barcelona, met een assist van Lionel Messi.

### Verhuur aan Real Betis en Getafe CF
In januari 2020 werd Aleñá voor een seizoen verhuurd aan Real Betis. Op 6 januari 2021 werd Aleñá voor de rest van het seizoen verhuurd aan Getafe CF.

### Getafe CF
FC Barcelona kondigde in juli 2021 aan dat Getafe CF, de optie in het koopoptie in het leencontract bekrachtigde en hiermee maakte Aleñá de definitieve overstap naar Getafe CF.

## Clubstatistieken
| Seizoen | Club           | Land            | Competitie         | Competitie | Competitie | Beker | Beker | Supercup | Supercup | Internationaal | Internationaal | Totaal | Totaal |
| Seizoen | Club           | Land            | Competitie         | Wed.       | Dlp.       | Wed.  | Dlp.  | Wed.     | Dlp.     | Wed.           | Dlp.           | Wed.   | Dlp.   |
| ------- | -------------- | --------------- | ------------------ | ---------- | ---------- | ----- | ----- | -------- | -------- | -------------- | -------------- | ------ | ------ |
| 2015/16 | FC Barcelona B | Vlag van Spanje | Segunda División B | 14         | 1          | 0     | 0     | —        | —        | —              | —              | 14     | 1      |
| 2016/17 | FC Barcelona B | Vlag van Spanje | Segunda División B | 29         | 3          | 0     | 0     | —        | —        | —              | —              | 29     | 3      |
| 2016/17 | FC Barcelona   | Vlag van Spanje | Primera División   | 3          | 0          | 1     | 1     | 0        | 0        | 0              | 0              | 4      | 1      |
| 2017/18 | FC Barcelona B | Vlag van Spanje | Segunda División A | 38         | 11         | 0     | 0     | —        | —        | —              | —              | 38     | 11     |
| 2017/18 | FC Barcelona   | Vlag van Spanje | Primera División   | 0          | 0          | 3     | 0     | 0        | 0        | 0              | 0              | 3      | 0      |
| 2018/19 | FC Barcelona B | Vlag van Spanje | Segunda División B | 8          | 3          | 0     | 0     | —        | —        | —              | —              | 8      | 3      |
| 2018/19 | FC Barcelona   | Vlag van Spanje | Primera División   | 17         | 2          | 7     | 0     | 0        | 0        | 3              | 0              | 27     | 2      |
| 2019/20 | FC Barcelona   | Vlag van Spanje | Primera División   | 4          | 0          | 0     | 0     | 0        | 0        | 1              | 0              | 5      | 0      |
| 2019/20 | → Real Betis   | Vlag van Spanje | Primera División   | 17         | 1          | 2     | 0     | —        | —        | —              | —              | 19     | 1      |
| 2020/21 | FC Barcelona   | Vlag van Spanje | Primera División   | 2          | 0          | 0     | 0     | 0        | 0        | 3              | 0              | 5      | 0      |
| 2020/21 | → Getafe CF    | Vlag van Spanje | Primera División   | 23         | 2          | 0     | 0     | —        | —        | —              | —              | 23     | 2      |
| 2021/22 | Getafe CF      | Vlag van Spanje | Primera División   | 5          | 1          | 0     | 0     | —        | —        | —              | —              | 5      | 1      |
| Totaal  | Totaal         | Totaal          | Totaal             | 155        | 23         | 13    | 1     | 0        | 0        | 7              | 0              | 180    | 25     |

## Interlandcarrière
Aleñá speelde voor diverse Spaanse jeugdelftallen.

## Erelijst
| Primera División | 1× | 2018/19                   |
| Copa del Rey     | 3× | 2016/17, 2017/18, 2020/21 |

1 Letacek ·
2 Djené  ·
3 Angileri ·
4 Beroccal ·
5 Milla ·
6 Uche ·
7 Sola ·
8 Arambarri ·
9 Mayoral ·
10 Yıldırım ·
11 Aleñá ·
12 Nyom ·
13 Soria ·
15 Alderete ·
16 Rico ·
17 Pérez ·
18 Rodríguez ·
19 Federico ·
20 Santiago ·
21 Iglesias ·
22 Duarte ·
27 Aberdin ·
31 Patrick ·
Coach: Bordalás
· Assistent-coach: Verdés